# Романишин, Олег Михайлович
Олег Михайлович Романишин (род. 10 января 1952, Львов) — украинский, ранее советский шахматист, гроссмейстер (1976). Филолог, окончил Львовский государственный университет.

## Спортивные результаты
Чемпион Европы среди юношей (1972/1973). Участник чемпионатов СССР, лучшие результаты: 1974 — 5-7-е, 1975 — 2-5-е, 1978 — 5-8-е, 1980 — 3-5-е, 1981 — 3-е, 1983 — 6-9-е места. Победитель Кубка СССР (1973), Спартакиады народов СССР (1979; в составе команды УССР), командных чемпионатов мира среди молодёжи (1974—1977) и чемпионатов Европы (1977—1983) в составах сборных команд СССР. Участник ряда соревнований на первенство мира, в том числе зональные турниры ФИДЕ: 1975 — 15-е, 1978 — 3-5-е, 1982 — 5-6-е; межзональный турнир (Рига, 1979) — 5-6-е места. В составе сборной команды СССР участник матча с командой избранных шахматистов мира (1984; 1 очко из 3). В квалификационном турнире ПША (Гронинген,1993)- 3-7-е место, в матчах претендентов уступил в 1/4 финала В.Ананду 2:5 (+0-3=4,Нью-Йорк,1994).
Лучшие результаты в других международных соревнованиях: Сухуми (1970; юношеский турнир) — 4-5-е; Гётеборг (1971) — 5-е; Нови-Сад (1975) — 1-е; Олот (1975) — 3-4-е; Ереван (1976, 1980 и 1986) — 1-е, 3-е и 1-2-е; Дортмунд (1976 и 1982) — 1-е и 2-е; Гастингс (1976/77) — 1-е; Таллин и Сьенфуэгос (1977) — 1-2-е; Ленинград (1977) — 1-2-е; Коста-Брава (1977) и Гёусдал (1979) — 1-е; Тилбург (1979) — 2-е; Мехико (1980) — 3-4-е; Поляница-Здруй (1980) — 1-е; Львов (1981) — 1-2-е; Рига (1981) — 3-е; Сочи (1982 и 1984) — 3-5-е и 2-е; Юрмала (1983) и Москва (1985) — 1-е; Фрунзе (1985) — 3-4-е; Реджо-нель-Эмилия (1985/86) — 1-3-е; Сирак (1986) — 5-6-е; Тбилиси (1986) — 3-4-е; Москва и Биль (1987) — 2-е места.
«Шахматист, стремящийся к нешаблонным, оригинальным решениям» (Ю. Авербах).
Автор варианта 4. g3 в защите Нимцовича.
| Графики недоступны из-за технических проблем. См. информацию на Фабрикаторе и на mediawiki.org. |